# Cardiocondyla schkaffi
Cardiocondyla schkaffi är en myrart som beskrevs av Arnol'di 1933. Cardiocondyla schkaffi ingår i släktet Cardiocondyla och familjen myror. Inga underarter finns listade.